# 川上村 (千葉県)
川上村（かわかみむら）は、千葉県印旛郡に存在した村。現在の八街市の南部に位置している。
現在は八街市立川上小学校や川上郵便局などに名前が残る。

## 沿革
- 1889年（明治22年）4月1日 - 町村制施行に伴い、大谷流村、吉倉村、東吉田村、上砂村、砂村、勢田村、用草村、根古谷村、小谷流村、岡田村が合併して発足。
- 1954年（昭和29年）11月1日 - (第1次)八街町と合併し、改めて(第2次)八街町が発足。同日、川上村が消滅。